# Aconodes sikkimensis
Aconodes sikkimensis är en skalbaggsart som först beskrevs av Stefan von Breuning 1940.  Aconodes sikkimensis ingår i släktet Aconodes och familjen långhorningar. Inga underarter finns listade i Catalogue of Life.